# Wojsko Polskie w wydarzeniach poznańskich 1956 roku
Wojsko Polskie w wydarzeniach poznańskich 1956 roku – udział jednostek Wojska Polskiego w tłumieniu społecznych protestów mieszkańców Poznania.

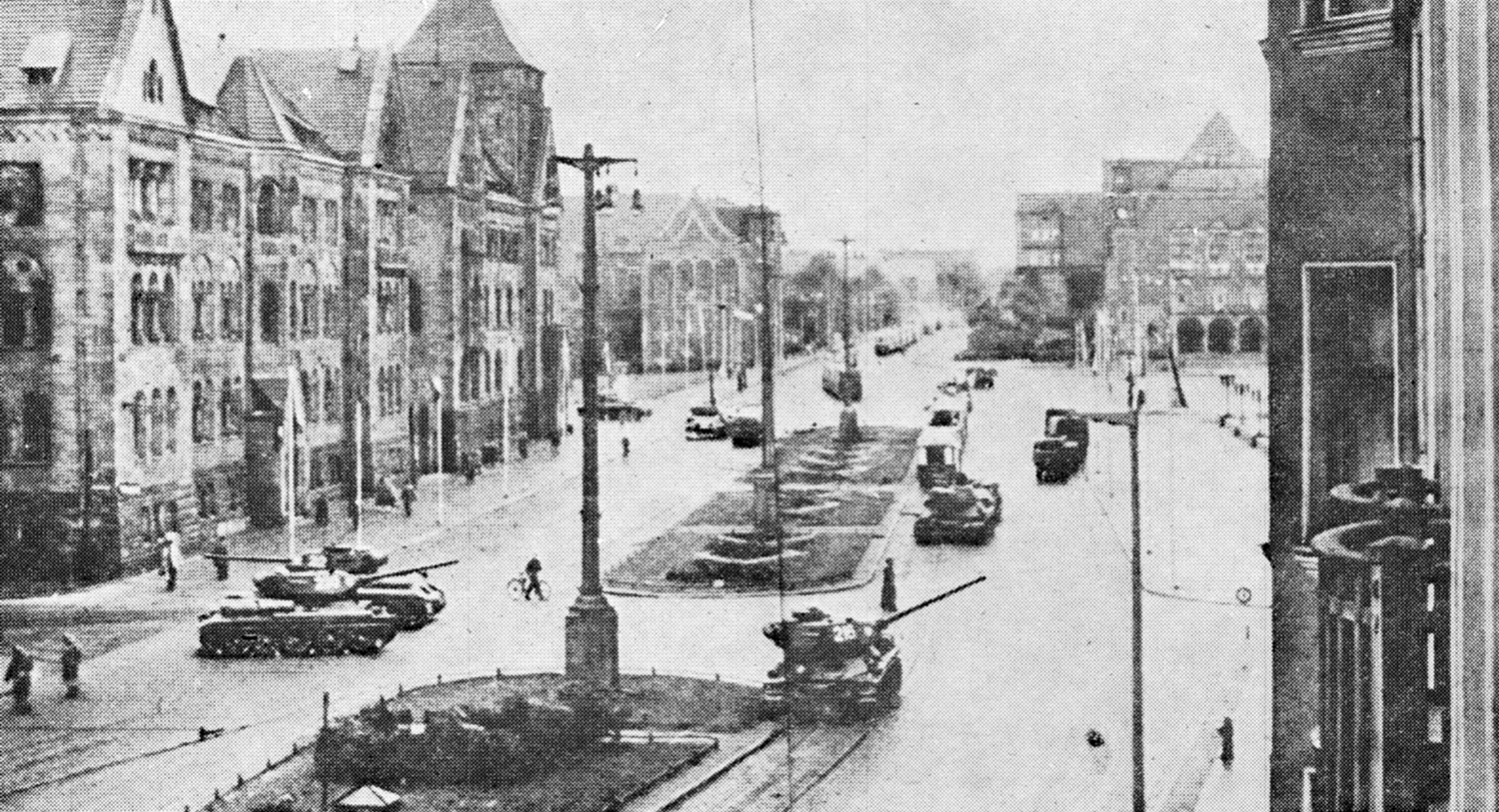
Czołgi na opustoszałym placu Stalina

## Przyczyny użycia jednostek Wojska Polskiego w Poznaniu
Centralne władze partyjno-państwowe zostały poinformowane o rozwoju sytuacji w Poznaniu po raz pierwszy o 6:30 29 czerwca 1956 roku. Uczynił to dowódca 10 Wielkopolskiego Pułku Korpusu Bezpieczeństwa Wewnętrznego ppłk Józef Lipiński w swoim meldunku do dowódcy Korpusu Bezpieczeństwa Wewnętrznego gen. bryg. Włodzimierza Musia. W owym czasie pułk liczył łącznie 329 żołnierzy. Byli oni w stanie jedynie wzmocnić warty i utworzyć niewielki odwód. Na posiedzeniu Biura Politycznego KC PZPR dyskutowano nad sposobami utrzymania porządku publicznego przede wszystkim siłami resortu spraw wewnętrznych. Dlatego też gen. Muś zaproponował przerzucenie w rejon Poznania pododdziałów broni pancernej spod Szczytna i szwadronu kawalerii z Białegostoku. Jako że wzmocnienie jednostek Korpusu Bezpieczeństwa Wewnętrznego mogło przybyć 29 czerwca, rozważano też propozycję wykorzystania jednostek podległych ministrowi obrony narodowej marszałkowi Konstantemu Rokossowskiemu. Rola i intencje tego ostatniego nie są jednoznacznie opisane. Według generała Musia „był propozycji niechętny”, a według I sekretarza PZPR Edwarda Ochaba, to właśnie on był inicjatorem użycia wojsk operacyjnych do pacyfikacji Poznania. Decyzje Biura Politycznego nie obejmowały użycia pododdziałów poznańskich uczelni wojskowych. Ich działanie wymusił I sekretarz KW PZPR Leon Stasiak powołując się na plany użycia wojska i decyzje gremiów partyjnych.
Skierowanie jednostek wojskowych do tłumienia społecznych protestów spowodowane było przede wszystkim brakiem przygotowania władz politycznych i administracyjnych PRL do zwalczania demonstracji i zamieszek ulicznych.
Bezpośrednimi przyczynami były:
- duży zasięg demonstracji, ataki na Wojewódzki Urząd ds. Bezpieczeństwa Publicznego i stację zagłuszającą, rozbicie więzienia przy ul. Młyńskiej, ataki demonstrantów w celu pozyskania broni na posterunki i komisariaty MO i studia wojskowe przy wyższych uczelniach;
- niewystarczająca ilość sił i środków jednostek resortu spraw wewnętrznych[a];
- brak przygotowania władz administracyjnych do tego typu działań. Nie posiadały one planów użycia sił porządkowych, nie zapewniono odpowiednich środków przeznaczonych do tłumienia demonstracji, tj. armatek wodnych, gazów łzawiących, tarcz, pałek itp.

Wychodzono z założenia, że oddziały wojskowe posiadające sprzęt ciężki, oddziałując psychologicznie na tłum, zniechęcą go do dalszych działań i zakończą społeczny protest.

## Skład bojowy jednostek wojskowych użytych w Poznaniu
W początkowym okresie eskalacji społecznych protestów użyto pododdziały szkolne i zabezpieczenia uczelni wojskowych rozlokowanych na terenie Poznania oraz żołnierzy będącego w trakcie reorganizacji 10 Wielkopolskiego Pułku KBW. W drugiej fazie działań do Poznania weszły wojska Śląskiego Okręgu Wojskowego. Były to 2 Korpus Pancerny i 2 Korpus Armijny oraz wchodzące w ich skład dywizje: 10 i 19 Dywizja Pancerna, 4 i 5 Dywizja Piechoty. W rzeczywistości użyte zostały tylko te oddziały wojskowe, które w owym czasie odbywały szkolenie poligonowe na OC Biedrusko i OC Wędrzyn. W sumie w wydarzeniach poznańskich wzięło udział około 10 tys. żołnierzy. Stanowiło to potencjał bojowy jednej dywizji pancernej.
Nie zdecydowano się na ściąganie sprzętu ciężkiego z garnizonów, przeprowadzenia mobilizacji rezerwistów i środków transportowych z gospodarki narodowej, lecz na wystawienie „szkieletowych” dywizji złożone z doraźnie skompletowanych oddziałów zbiorczych. W dywizjach pancernych do osłony pododdziałów czołgów przed demonstrantami stosującymi środki zapalające wykorzystano artylerzystów, przeciwlotników, saperów, chemików i łącznościowców.
W bezpośrednich walkach z uzbrojonymi demonstrantami brały udział tylko wydzielone grupy, których ogólny stan nie przekraczał w zasadzie ⅓ liczby wojsk włączonych do akcji. Większość grup wojska wykonywała zadania związane z ochroną obiektów państwowych i wojskowych oraz blokadą dróg i nie uczestniczyła bezpośrednio w walkach.
2 Korpus Pancerny
- 10 Sudecka Dywizja Pancerna[c]
  - 2 pułk czołgów
  - 71 pułk czołgów
  - 27 pułk zmechanizowany
  - 10 batalion czołgów i artylerii pancernej
  - 7 batalion rozpoznawczy
  - 33 dywizjon artylerii haubic
  - 8 dywizjon artylerii rakietowej
  - 14 dywizjon artylerii przeciwlotniczej
  - 21 batalion saperów
  - 41 batalion łączności
  - 44 kompania sztabowa
  - 58 kompania obrony przeciwchemicznej
- 19 Dywizja Pancerna[d]
  - 23 pułk czołgów
  - 69 pułk czołgów
  - 73 pułk zmechanizowany
  - 13 batalion czołgów i artylerii pancernej
  - 2 batalion rozpoznawczy
  - 36 dywizjon artylerii haubic
  - 12 dywizjon artylerii rakietowej
  - 3 dywizjon artylerii przeciwlotniczej
  - 66 batalion saperów

2 Korpus Armijny
- 4 Pomorska Dywizja Piechoty
  - 11 pułk piechoty
  - 38 pułk piechoty
  - 22 pułk czołgów i artylerii pancernej
- 5 Saska Dywizja Piechoty
  - 12 pułk piechoty
  - 15 pułk czołgów i artylerii pancernej
  - 17 pułk piechoty
  - 18 pułk czołgów i artylerii pancernej
  - 6 pułk artylerii

Szkoły:
- Oficerska Szkoła Wojsk Pancernych i Zmechanizowanych
- Centrum Wyszkolenia Służby Tyłów

Jednostka MSW:
- 10 Wielkopolski Pułk Korpusu Bezpieczeństwa Wewnętrznego

## Przebieg działań jednostek wojskowych w wydarzeniach czerwcowych
W działaniach wojska w Poznaniu wyszczególnia się trzy podstawowe etapy.

### I etap: 28 czerwca od godzin rannych do 14:00
Działania prowadzone były przez pododdziały szkolne i zabezpieczenia Oficerskiej Szkoły Wojsk Pancernych i Zmechanizowanych, Centrum Wyszkolenia Służby Tyłów oraz pododdziały 10 pułku Korpusu Bezpieczeństwa Wewnętrznego. Zasadniczym zadaniem tych sił była ochrona obiektów państwowych i wojskowych przed atakami demonstrantów.
Obowiązywał całkowity zakaz używania broni palnej przez pododdziały szkolne.
Tuż przed 10:00 wyznaczone pododdziały zbiorcze 10 pułku Korpusu Bezpieczeństwa Wewnętrznego wzmocniły ochronę więzienia i radiostacji Bolechowo.
Około 11:00, na interwencję I sekretarza KW, komendant Oficerskiej Szkoły Wojsk Pancernych i Zmechanizowanych wysłał grupy podchorążych wzmocnione czołgami do ochrony Wojewódzkiego Urzędu Bezpieczeństwa Publicznego, Komendy Miejskiej MO przy ul. Matejki, lotniska Ławica, Polskiego Radia przy ul. Berwińskiego, Poczty Głównej przy al. Marcinkowskiego, więzienia przy ul. Młyńskiej, magazynu amunicji – Fort, Składnicy Materiałów Pędnych i Smarów na Malcie, Składnicy Sanitarnej, Narodowego Banku Polskiego przy al. Marcinkowskiego oraz Elektrowni Miejskiej na Śródce.
O 11:30 grupa w składzie plutonu podchorążych pierwszego roku i 2 czołgi została zaatakowana przez demonstrantów na ul. Kochanowskiego. Zatrzymano samochody i ściągnięto z nich podchorążych. Pobito oficera. Zabrano 2 pistolety i 4 karabinki. Większość podchorążych w zwartej grupie powróciła do koszar. Czołgi zostały obrzucone butelkami z benzyną, a gaszące ogień załogi pobite i częściowo rozbrojone. Załogi nie były w stanie przejąć ochrony WUBP i wycofały się do koszar. O 12:00 komendant Oficerskiej Szkoły Wojsk Pancernych i Zmechanizowanych wysłał pod WUBP kolejne dwa plutony podchorążych i 4 czołgi. Zostały one zaatakowane na ul. Dąbrowskiego i zmuszone do wycofania się. W czasie starć niektóre czołgi byty kilkakrotnie podpalane. Dwa czołgi zostały opanowane przez demonstrantów. Jeden z nich, uruchomiony przez osoby cywilne, podjechał pod budynek WUBP. Ze względu na brak w nich amunicji, zostały porzucone i ponownie przejęte przez wojsko. W tym czasie komendant szkoły ściągnął z obozu ćwiczeń w Biedrusku II i III rocznik podchorążych oraz 13 czołgów. Zorganizowano z nich kolejną grupę, która około 13:00 została skierowana pod WUBP. Tej udało się dotrzeć pod budynek i dostarczyć amunicję walczącym w nim żołnierzom 10 pułku KBW.
Ze składu Centrum Wyszkolenia Służb Tyłowych wyznaczono grupy podchorążych do ochrony Zakładów Metalowych im. Stalina Poznań (ZISPO), koszar 10 pułku Korpusu Bezpieczeństwa Wewnętrznego, 2 Centralnej Składnicy Mundurowej i 10 Rejonowych Magazynów Żywnościowych. Podchorążowie wyznaczeni do ochrony ZISPO około 11:00 obsadzili oddział produkcji i montażu broni i zdemontowali zamki z około 60 ciężkich karabinów maszynowych.
Ochronę koszar 10 pułku KBW zapewniły 7 kompania podchorążych pod dowództwem mjr. Franciszka Męczyńskiego i 4 kpchor pod dowództwem ppłk. Mariana Guzika. Z ich składu około 13:00 wysłano grupę liczącą 35 podchorążych, 1 transporter opancerzony BTR i 1 samochód ciężarowy z zadaniem udzielenia pomocy załodze więzienia przy ul. Młyńskiej i budynku WUBP. W rejonie ulic Młyńskiej i Krętej grupa została ostrzelana ogniem z broni ręcznej i maszynowej. Więzienie było rozbite. Przy ul. Poznańskiej grupę ponownie ostrzelano, a następnie zatrzymano przed barykadą na skrzyżowaniu ulic Kochanowskiego i Dąbrowskiego, zmuszają ją do wycofania się i powrotu do koszar 10 pułku KBW.
Realizacja zadań I etapu pozwoliła tylko na zabezpieczenie najważniejszych obiektów państwowych i wojskowych. Żołnierze nie używali broni. Nie byli w stanie odblokować atakowanego przez demonstrantów budynku WUBP. Próby konfrontacji oddziałów wojskowych z demonstrantami powodowały utratę czołgów, samochodów i broni osobistej żołnierzy, która później wykorzystywana była do ataków na obiekty państwowe i grupy wojskowe.
Jednostki szkolne poniosły duże straty w sprzęcie wojskowym i uzbrojeniu. Podpalonych zostało dziewięć czołgów, zniszczono trzy samochody, pobito i rozbrojono trzech oficerów i pięciu elewów. Utracono trzy pistolety TT, cztery kbk i jeden pm. Opanowane zostały przez demonstrantów dwa czołgi, z których jeden wykorzystano bez powodzenia przeciwko załodze WUBP.
W etapie tym pododdziały Oficerskiej Szkoły Wojsk Pancernych i Zmechanizowanych i Centrum Wyszkolenia Służby Tyłów wystawiły do działań 900 żołnierzy i 35 wozów bojowych.

### II etap: 28 czerwca od godz. 14:00 do 24:00
Do działań weszły jednostki 2 Korpusu Pancernego ćwiczące na OC Biedrusko, a dowodzenie wojskami przejął gen. Stanisław Popławski.
Zadaniem wojsk operacyjnych było wzmocnienie ochrony osłanianych obiektów oraz objęcie ochroną nowych, odblokowanie WUBP i przejęcie jego ochrony oraz rozproszenie demonstracji i likwidacja punktów ogniowych w centrum miasta.
W etapie tym pododdziały Oficerskiej Szkoły Wojsk Pancernych i Zmechanizowanych, Centrum Wyszkolenia Służby Tyłów i jednostki 2 Korpusu Pancernego wystawiły do działań około 5000 żołnierzy i 350 wozów bojowych.
O 11:30 28 czerwca 1956 roku czasowo pełniący obowiązki dowódcy 2 Korpusu Pancernego płk Mateusz Lach, na polecenie szefa Sztabu Generalnego, ogłosił alarm bojowy dla oddziałów korpusu.
Zadania oddziałów 2 Korpusu Pancernego.
10 Dywizja Pancerna o 14:00 28 czerwca otrzymała zadanie wyjść w rejon Suchego Lasu, przygotować jednostki do działań, wydać dwie jednostki ognia do broni strzeleckiej z tego 1 jo w transporcie i 1 jo bezpośrednio przy żołnierzu. Przygotować się do działań w szyku pieszym. Czołgi i działa pancerne, artylerię polową pozostawić na miejscu, wyprowadzając składy osobowe jednostek na transporcie samochodowym.
- 7 batalion rozpoznawczy z czołgami 23 pułku czołgów, celem zlikwidowania grup dywersyjnych przy obiekcie Wojewódzkiego Urzędu Bezpieczeństwa Publicznego, wyjść w rejon: ul. Poznańska, róg ul. Kochanowskiego[e].
- 14 dywizjon artylerii przeciwlotniczej z 1/71 pułku czołgów wyjść w rejon Poczty Głównej i Telegrafu i nie dopuścić do zniszczenia tych obiektów przez grupę dywersyjną. Przy przejeździe przez ulicę Dąbrowskiego czołgi i artylerzyści zostali ostrzelani przez prowokatorów z broni maszynowej, a czołgi obrzucono butelkami z płynem zapalającym. Po otwarciu ognia z czołgu i broni maszynowej w kierunku punktów ogniowych prowokatorów – prowokatorzy[f] zaprzestali prowadzenia ognia i dywizjon artylerii przeciwlotniczej pod osłoną czołgów wyszedł w rejon poczty głównej zabezpieczając obiekty przed zniszczeniem[g]
- 27 pułk zmechanizowany bez 1 batalionu piechoty wyjść w rejon Zamku, Komitetu Wojewódzkiego PZPR i Wojewódzkiej Rady Narodowej. Po wyjściu pododdziałów 27 pz w rejon nakazanych obiektów około 21:00 demonstranci znajdujący się w pomieszczeniach Zamku, auli uniwersyteckiej i Domu Akademickiego otworzyli ogień. W odpowiedzi pododdziały 27 pz otworzyły ogień w kierunkach stwierdzonych punktów ogniowych. Wymiana ognia trwała do 3:00 29 czerwca. Około 6:15 ponownie pododdziały te zostały ostrzelane z broni ręcznej z wieży auli uniwersyteckiej i gmachu Opery Poznańskiej. Wykonując osobisty rozkaz wiceministra obrony narodowej gen. armii Popławskiego, gmach auli uniwersyteckiej, Opery Poznańskiej i Akademii Medycznej zostały w otoczone i przeszukane. Znaleziono 1 kbk w rejonie Zamku. W miejscach stanowisk ogniowych demonstrantów znaleziono łuski z pm i kbk. W ciągu nocy 28/29 czerwca, wspólnie z oddziałami milicji, zatrzymano kilkadziesiąt osób bez dokumentów oraz jednego mężczyznę z amunicją i jednego z bronią.
- 41 batalion łączności z czołgami 23 pułku czołgów wyjść w rejon gmachu Wojewódzkiego Urzędu Bezpieczeństwa Publicznego, a we współdziałaniu z 7 batalionem rozpoznawczym zlikwidować grupę prowokatorów i zabezpieczyć nakazany obiekt. Po wyjściu na ul. Roosevelta, ul. Dąbrowskiego i Mickiewicza do pododdziałów batalionu otworzono ogień z dachów i okien. Na ogień odpowiedziano ogniem[h]
- 2 pułk czołgów otrzymał zadanie wyjść w rejon fortów nr IX i IXa i zabezpieczyć je przed ewentualnym zniszczeniem[i]
- 71 pułk czołgów zabezpieczyć wschodnią część miasta, zorganizować posterunki na drogach w kierunku centrum Poznania w Głuszynie, Krzesinach i Spławiu.
- 10 batalion czołgów i artylerii pancernej z kompanią czołgów 7 br zabezpieczyć wjazd do Poznania z kierunku Gniezna i Swarzędza i wyjść w rejon Szczepankowo, Kobylepole, Antonin. W dniu 29 czerwca, na podstawie osobistego polecenia wydanego przez premiera Józefa Cyrankiewicza, nakazano kompanii czołgów 7 br i grupie piechoty przemaszerować w rejon Swarzędza. Demonstracja siły miała zażegnać próby organizacji pochodu ze Swarzędza w kierunku Poznania.
- 33 dywizjon artylerii haubic i 8 dywizjon artylerii rakietowej zabezpieczały wspólnie z czołgami 2 pułku czołgów Fort IX i Fort IXa.
- 21 batalion saperów rozśrodkował się w rejonie Bolechowo – Chludowo celem zabezpieczenia Biedruska i kontroli dróg w kierunku Poznania.
- 1/27 pz podporządkowano 13 batalionowi czołgów i artylerii pancernej. Batalion wyszedł w rejon elektrowni i zabezpieczał obiekt przed zniszczeniem[j]

19 Dywizja Pancerna na rozkaz szefa Sztabu Generalnego gen. broni Bordziłowskiego wyruszyła o godz. 14:30 28 czerwca w kierunku Poznania. Jej oddziały otrzymały następujące zadania:
- 13 batalion czołgów i artylerii pancernej ochraniać Elektrownię Miejską na Śródce.
- 2 batalion rozpoznawczy udał się do dyspozycji dowódcy pułku Korpusu Bezpieczeństwa Wewnętrznego, gdzie otrzymał zadanie nie dopuścić prowokatorów od strony torów kolejowych i ogródków działkowych u zbiegu ulic Roosevelta i Dąbrowskiego oraz Mostu Teatralnego. Po jego wykonaniu 2 br z 12 dar został podzielony na 3 grupy. Pierwsza grupa w składzie 2 czołgi z piechotą pozostała na miejscu. Druga grupa w składzie 2 czołgi, 1 BTR, 1 pluton motocykli wyznaczony został do ochrony stacji kolejowej Poznań-Górczyn i Centralnej Składnicy Wojskowej Sprzętu Motorowego. Trzecia grupa w składzie 2 czołgów z desantem piechoty ochraniała zakłady ZISPO od strony wylotu ul. Dzierżyńskiego.
- 12 dywizjon artylerii rakietowej w dniu 28 czerwca działał samodzielnie w szyku pieszym na Moście Teatralnym i wzdłuż ul. Roosevelta, a w dniu 29 czerwca jako wzmocnienie 2 batalionu rozpoznawczego.
- 23 pułk czołgów (4 i 5 kcz) skierowany został do dyspozycji dowódcy pułku KBW. W nakazany rejon przedostało się tylko 7 czołgów. Pozostałe czołgi 4 i 5 kcz walczyły na ulicach miasta. 1 i 2 kcz pułku ochraniały WUBP działając na ulicach Poznańskiej, Roosevelta, Dąbrowskiego, Mylnej, Kochanowskiego i Mickiewicza. Jako desant czołgowy wykorzystano pododdziały 3 daplot.
- 36 dywizjon artylerii haubic, we współdziałaniu z 23 pułkiem czołgów, działając w szyku pieszym, ochraniał ulice Poznańską i Mylną.
- 66 batalion saperów został wprowadzony do działań w godzinach wieczornych 28 czerwca. Wspierał działanie grup operacyjnych wystawionych ze składu 2 batalionu rozpoznawczego.
- 1 batalion piechoty zmotoryzowanej 73 pułku zmechanizowanego otrzymał zadanie ochrony koszar KBW i WUBP i był tam do dnia 29 czerwca 1956 r. Pozostałe pododdziały pułku ochraniały obiekty Dworca Głównego i Zachodniego.
- 69 pułk czołgów ochraniał Radiostację Poznańską, zamykał ulice w rejonie Fortu IV i VIIa oraz zabezpieczał lotnisko i browar przy ul. Ratajczaka.
- 59 batalion łączności nie brał bezpośrednio udziału w akcji. Zapewniał łączność pomiędzy jednostkami dywizji i z przełożonymi.

Działania wojsk
Po ogłoszeniu alarmu dowódca 2 Korpusu Pancernego wysłał w rejon zajść batalion zmotoryzowany na transporterach opancerzonych i 30 czołgów. O 13:30 dowódca batalionu otrzymał zadanie usunięcia demonstrantów z ulic Dąbrowskiego, Roosevelta, Poznańskiej i Mylnej. Zatłoczenie ulic i barykady wzniesione przez demonstrantów uniemożliwiły wykonanie zadania. Czołgi 19 Dywizji Pancernej, nie mając przewodników ani planów miasta, pobłądziły w Poznaniu. Dwa czołgi z 23 pułku czołgów zostały opanowane przez demonstrantów i wykorzystane do ostrzelania WUPB.
Około 15:00 kolejna grupa wojska zorganizowana przez komendanta Oficerskiej Szkoły Wojsk Pancernych i Zmechanizowanych podjęła próbę odblokowania WUBP. Grupa liczyła około 200 żołnierzy i 16 czołgów, w tym podchorążowie II i III rocznika ściągnięci z OC Biedrusko. W drodze była kilkakrotnie ostrzeliwana i obrzucana butelkami z benzyną. Czołgi oderwały się od piechoty. Pod budynkiem WUBP doszło do starcia z dwoma czołgami 23 pułku czołgów opanowanymi wcześniej przez demonstrantów. Podchorążowie czołgi odbili. Przy ul. Kochanowskiego wywiązała się silna walka ogniowa. Zginęły trzy osoby cywilne, a dwóch podchorążych zostało rannych. Jeden z nich zmarł potem w szpitalu. Czołgi rozbiły barykady, a podchorążowie używając gazu łzawiącego, rozproszyli demonstrantów na skrzyżowaniu ulic Kochanowskiego i Poznańskiej. Do 17:30 odblokowano budynek WUBP i wspólnie z pododdziałami 19 Dywizji Pancernej zabezpieczono go przed ponownymi atakami. W czasie odbijania czołgu żołnierze w sposób brutalny zabili strzelającego do nich Mariana Kubiaka.
Około 16:00 kompania podchorążych z Centrum Wyszkolenia Służby Tyłów została skierowana w rejon Dworca Głównego PKP. Inna grupa podchorążych ochraniająca ZISPO została zaatakowana przez uzbrojoną grupę demonstrantów usiłujących zdobyć broń na terenie zakładów. Po zorientowaniu się, że obiekt jest chroniony przez wojsko demonstranci wycofali się.
Magazyny amunicji w Forcie na Golęcinie osłaniane były przez pluton podchorążych Oficerskiej Szkoły Wojsk Pancernych i Zmechanizowanych dysponujących 7 czołgami i 2 działami pancernymi. Na kierunkach najbardziej zagrożonych atakiem demonstrantów drużyna saperów 10 Pułku Korpusu Bezpieczeństwa Wewnętrznego ustawiła przeciwpiechotne pola minowe.
Zadanie opanowania terenu browaru przy ul. Niezłomnych, w którym przygotowywano butelki z benzyną otrzymała kompania czołgów 19 Dywizji Pancernej. Jako desant czołgowy działała kompania podchorążych. Do 22:00 opanowano obiekt i przejęto nad nim ochronę. Dwie kompanie podchorążych Centrum Wyszkolenia Służby Tyłów o 22:00 przejęły ochronę sztabu 2 Korpusu Armijnego, w którym przebywał wiceminister obrony narodowej gen. Popławski. Częścią sił tej grupy schwytano 15 złodziei okradających Powszechny Dom Towarowy.
Kolumnę czołgów 10 Dywizji Pancernej, udającą się w rejon Fortów IX i IXa została obrzucona butelkami z benzyną. Grupy ochraniające budynki KW PZPR, MRN i WRN prowadziły w godzinach nocnych wymianę strzałów. Stanowiska ogniowe demonstrantów rozmieszczone były w Auli Uniwersyteckiej i Domu Akademickim naprzeciwko KW. Czołgi 71 pułku zmechanizowanego ostrzelano i obrzucona butelkami z benzyną przy ul. Dąbrowskiego. Jeden z czołgów strzelił z działa w kierunku budynku, z którego prowadzono ogień. Żołnierzy 73 pułku zmechanizowanego, podczas zatrzymywania samochodu osobowego ostrzelano z broni maszynowej: zginął jeden oficer, a jeden żołnierz został ranny. W celu pokonania barykady przy ul. Świerczewskiego oddano dwa strzały z działa czołgowego. W tym też rejonie rozbito czołgiem cywilny samochód, w którym przewożono broń.

### III etap: od 29 czerwca godz. 00:00 do godzin rannych 1 lipca
W tym okresie do Poznania wkroczyły jednostki 2 Korpusu Armijnego ćwiczące wcześniej na poligonie wędrzyńskim. Włączanie do akcji 2 Korpusu Armijnego wynikało z faktu, że w godzinach popołudniowych 28 czerwca rozpoczęła się seria napadów uzbrojonych grup demonstrantów na komisariaty i posterunki MO, obóz pracy więźniów w Mrowinie oraz studia wojskowe wyższych uczelni cywilnych. Celem napadów było zdobycie broni. W ten sposób w rękach osób cywilnych znalazło się około 250 sztuk broni. Zadaniem wkraczających oddziałów była ochrona obiektów, likwidacja punktów ogniowych w mieście, blokada dróg wylotowych oraz demonstracja siły w celu niedopuszczenia do nowych manifestacji.
W etapie tym pododdziały Oficerskiej Szkoły Wojsk Pancernych i Zmechanizowanych, Centrum Wyszkolenia Służby Tyłów, jednostki 2 Korpusu Pancernego i 2 Korpusu Armijnego wystawiły do działań około 10 tys. żołnierzy i 426 wozów bojowych.
Około 22:00 28 czerwca do sztabu 2 Korpusu Armijnego wezwany został pełniący obowiązki dowódcy 4 Dywizji Piechoty ppłk Hilary Kamiński. Tam gen. Popławski postawił zadania podległym mu jednostkom.
- 11 pułk piechoty ochraniał Zakłady im. Stalina z zadaniem niedopuszczenia do zamieszek na ich terenie i zabezpieczenia ich przed zniszczeniem.
- 38 pułk piechoty od godzin rannych 29 września ześrodkował się w parku Kasprzaka mając za zadanie ochronę Międzynarodowych Targów Poznańskich. 30 czerwca pułk utrzymywał porządek w rejonie cmentarzy na Cytadeli, Junikowie i Miłostowie.
- 22 pułk czołgów i artylerii pancernej ześrodkował się w rejonie Woli[k], a 30 czerwca utrzymywał porządek w czasie uroczystości pogrzebowych.

Oddziały 4 Pomorskiej Dywizji Piechoty do Poznania dotarły 29 czerwca do 0:20. Dowódca dywizji sprecyzował zadania dla oddziałów. Otrzymały one zadanie ochrony 111 Szpitala Wojskowego, rejonu Targów Poznańskich i parku Kasprzaka oraz wzmocnienia ochrony ZISPO. Obiekty te zostały zajęte 29 czerwca do 1:00. Przy ul. Dąbrowskiego oddziały zostały ostrzelane. Ostrzelano też grupę ochraniającą Targi Poznańskie i Park im. Kasprzaka. Rannych zostało 6 żołnierzy. Ostrzelany został też sztab 4 Dywizji Piechoty.
Do 4:50 do Poznania w rejon Ławicy dotarły oddziały 5 Saskiej Dywizji Piechoty.
Dowódca 2 Korpusu Armijnego postawił dowódcy dywizji płk. Józefowi Dziadurze zadania:
- 6 pułk artylerii działać w dwóch grupach;
  - pierwsza grupa przekazana do dyspozycji dowódcy 10 pułku KBW w składzie 1 i 2 da oraz bdow ochraniała gmach WUBP,
  - druga grupa w składzie dywizjon szkolny i dywizjon armat 85 ochraniała koszary KBW,
- 1 batalion 12 pp z kompanią czołgów 18 pczap zabezpieczyć ZNTK;
- 2/12 pp z kompanią czołgów 18 pczap ochraniać Fabrykę Opon „Stomil”;
- 15 pułk piechoty z 18 pczap (bez kcz) ochraniać Fabrykę Przetworów Ziemniaczanych w Luboniu;
- szkołą podoficerska 15 pp z czterema czołgami ochraniać Fabrykę Rowerów w Żabikowie;
- odwód dowódcy 2 Korpusu Armijnego stanowiły: 17 pułk piechoty, bszk 12 pp i dwie kompanie czołgów 18 pczap.

Dywizja przystąpiła do ochrony budynku WUBP, koszar 10 pułku KBW, Zakładów Naprawczych Taboru Kolejowego, Fabryki Nawozów Sztucznych, Fabryki Rowerów, Fabryki Przetworów Ziemniaczanych i Fabryki Opon „Stomil”. Odwód dowódcy 2 Korpusu Armijnego ześrodkowano na lotnisku Ławica. Żołnierze dywizji uczestniczyli w patrolowaniu ulic oraz likwidacji punktów ogniowych.
Do godzin popołudniowych 30 czerwca zlikwidowano wszystkie punkty ogniowe i rozproszono demonstrantów. Zapadła decyzja o wycofaniu w nocy z 30 czerwca na 1 lipca 1956 roku większości jednostek wojskowych. Na terenie Poznania pozostawiono 27 pułk zmechanizowany bez batalionu czołgów, który wystawił posterunki ochronne przy WUBP, KW PZPR, WRN, Dworcu Głównym, Polskim Radio, ZISPO i Elektrowni Miejskiej. Patrolowanie miasta przejęły jednostki MO i Korpusu Bezpieczeństwa Wewnętrznego. Do Poznania ściągnięto też pododdziały pancerne Korpusu Bezpieczeństwa Wewnętrznego: trzy kompanie transporterów opancerzonych, kompanię motocyklistów i pluton transporterów opancerzonych Podoficerskiej Szkoły Broni Pancernej i pluton pancerny 1 Specjalnej Brygady KBW

## Straty osobowe
W wyniku walk w Poznaniu jednostki wojskowe poniosły następujące straty w ludziach: 1 zabity oficer, 1 podchorąży i 1 szeregowy; rannych było 9 oficerów, 8 podchorążych, 6 podoficerów, 10 szeregowców.
Zabici:
- pchor. Ryszard Ficek z OSWPiZ (ciężko ranny przy ul. Kochanowskiego; zmarł w szpitalu 7 lipca 1956)
- szer. Bronisław Falasa z 27 pz (zginął w rejonie Elektrowni Miejskiej od kuli podchorążego OSWPiZ)
- ppor. Marian Sepkowski z 73 pz (zginął w rejonie Mostu Teatralnego)
- szer. Jakub Czekaj z 10 pułku KBW (zginął w rejonie gmachu WUBP)

Ranni:

- ppor. Alojzy Brak z 41 bł (ranny w nogę)
- plut. Władysław Staniszewski z 41 bł (ranny w nogi)
- szer. Tadeusz Staroń z 1/27 pz (ranny w nogę w rejonie elektrowni)
- szer. Marian Łagwa 1/27 pz (ranny w szyję w rejonie elektrowni)
- ppor. Henryk Wywiał z 73 pz
- szer. Jan Merkuda z 73 pz (rana postrzałowa)
- kpr. Helmut Pisuła z 73 pz
- szer. Franciszek Cendrowski z 73 pz (rana cięta odłamkowa)
- szer. Mieczysław Michalski z 73 pz
- szer. Artur Stenka z 73 pz (potłuczenie ogólne i wstrząs mózgu)
- elew Jan Gołda z 73 pz (złamanie kości podstopia)
- sierż. Zdzisław Przybycień z 2 br (postrzał przedramienia)
- kpr. Jan Staszczyn z 2 br (ciężki postrzał klatki piersiowej)
- szer. Jan Michalik z 2 br (zranienie nosa)
- szer. Mieczysław Duda z 12 dar (rana postrzałowa głowy)
- szer. Józef Szot z 12 dar (rana postrzałowa)
- szer. Bogdan Dziamski z 44 bsam-transp
- sierż. Bolesław Wańskowicz z 36 bł
- kpr. Piotr Godawa z 36 bł
- szer. Ignacy Lis z 36 bł
- szer. Stefan Pomirski z 38 pp
- kpr. Stanisław Kobus z 38 pp
- kpr. Jan Golan z 38 pp
- pchor. Mieczysław Maj z 6 pa (CWST)
- por. Walerian Klimczak z OSWPiZ (rana postrzałowa płuca)
- kpt. Dobrzański z OSWPiZ (oparzenie szyi II stopnia)
- kpt. Grad z OSWPiZ (rana tłuczona głowy)
- pchor. Andrzejewski z OSWPiZ (ranny w dłoń)
- pchor. Cyperski z OSWPiZ (ranny w rękę)
- pchor. Gaj z OSWPiZ (ranny w głowę)
- por. Wójcik z OSWPiZ (rana tłuczona głowy)
- pchor. Musielak z OSWPiZ (ranny w nogę)
- pchor. Karwik z OSWPiZ (ranny w nogę)
- pchor. Stańczuk z OSWPiZ (rana tłuczona głowy)
- pchor. Łukasiak z OSWPiZ (rana tłuczona głowy)
- por. Cupiał z OSWPiZ (rana tłuczona głowy)
- por. Hurlak z OSWPiZ (rana tłuczona głowy)
- ppor. Wojtkiewicz z OSWPiZ (rana tłuczona głowy)
- kpr. Krysiak z OSWPiZ (kontuzja głowy)

## Działania prokuratury wojskowej
Żołnierze, wobec których prowadzono postępowanie prokuratorskie:
- pchor. Wacław Prokopczyk z OSWPiZ (umorzone 18 VII 1956)[m]
- kpr. Jerzy Boguś z 19 DPanc (akt oskarżenia wpłynął do Sądu SOW; sąd postępowanie umorzył)
- pchor. Stanisław Niekłań z OSWPiZ (umorzone 22 XI 1956 ze skierowaniem do postępowania dyscyplinarnego)[n]
- mar. Bogusław Kruszon z OSSMW w Ustce (umorzone 17 VII 1956)[o]
- szer. Henryk Gierczak z JW 4824 (umorzone 18 VII 1956)
- sierż. Zdzisław Przybycień z 2 br (umorzone 14 VIII 1956 ze skierowaniem do postępowania dyscyplinarnego)
- kpt. Stanisław Jarecki z CWST (umorzone 14 VIII 1956 ze skierowaniem do postępowania dyscyplinarnego)
- pchor. Leszek Nowacki z OSWPiZ (umorzone 26 XI 1956 ze skierowaniem do postępowania dyscyplinarnego)
- szer. Władysław Morawiec z JW 1986 (umorzone 27 X 1956 ze skierowaniem do postępowania dyscyplinarnego)
- pchor. Julian Gieruta z OSWPiZ (śledztwo umorzono – nie dopatrzono się umyślnego spowodowania śmierci żołnierza)[50]

Sprawa „rozstrzelanych żołnierzy”
Jednym z mitów Poznańskiego Czerwca 1956 jest pogłoska o skazaniu na śmierć i rozstrzelaniu kilkunastu żołnierzy, którzy przyłączyli się do demonstrantów. Żołnierze ci mieli być rozstrzelani m.in. na wojskowym lotnisku Ławica. Wieść o rozstrzelaniu 19 żołnierzy i oficerów z Oficerskiej Szkoły Wojsk Pancernych i Zmechanizowanych na lotnisku Ławica była bardzo żywa wśród poznaniaków już od roku 1956. Sprawa nabrała rozgłosu w 1981 roku za sprawą artykułu Michała Łuczaka na łamach „Głosu Wielkopolskiego”. Powróciła w sierpniu 1991 roku za sprawą Jana Sandorskiego, a w zasadzie listu adresowanego do niego, w którym nadawca pisał, że w Poznaniu rozstrzelano 17 osób, a ich zwłoki skierowano transportem kolejowym do portu Marynarki Wojennej w Gdyni. Po drodze, w Czarnem, wyładowano jedną ze skrzyń z nazwiskiem Stanisław Sobieraj. Pozostałe 16 trumien miano zrzucić do morza z pokładu ORP „Zetempowca”. Personaliów nadawcy listu nie udało się ustalić. W 2001 roku odtajniono część dokumentów Centralnego Archiwum Wojskowego. Na ich podstawie obalono sensacyjną wiadomość o zatopieniu skrzyń z ciałami. Także tych i innych wątków nie potwierdziła Naczelna Prokuratura Wojskowa ani Poznański Oddział IPN.